# Aach (Dornstetten)

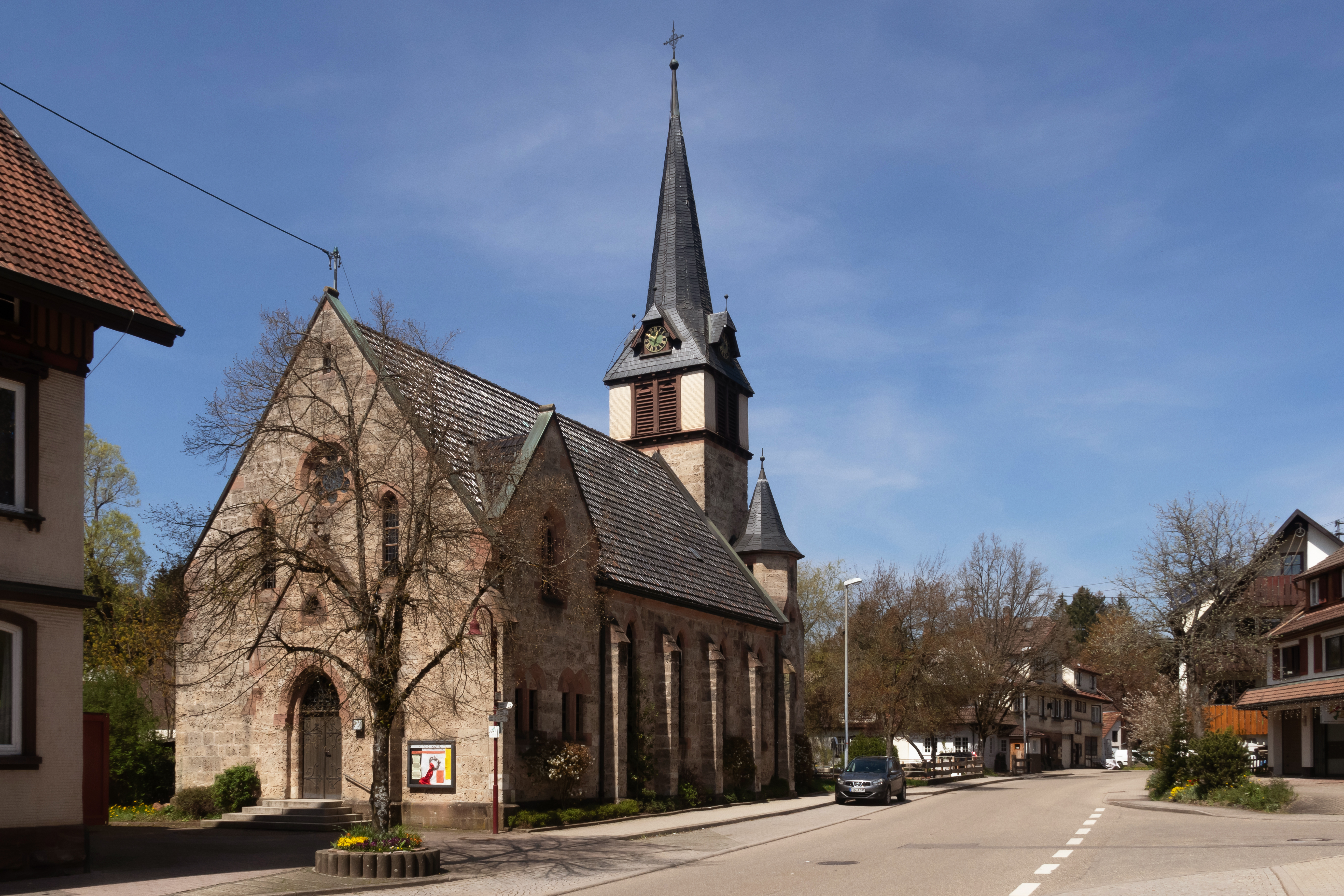
Aach, die Andreaskirche

Aach ist ein Ortsteil von Dornstetten im Landkreis Freudenstadt am Ostrand des Nordschwarzwalds. Bis Ende 1974 war der Ort eine selbständige Gemeinde. Dieser Status ging durch die Gebietsreform verloren. Seit 2018 hat Aach einen Haltepunkt an der Gäubahn Eutingen–Freudenstadt.

## Name
Der Ort wurde im frühen Mittelalter „Aha“ genannt, ab dem 16. Jahrhundert „die Ahe“ und auch „in der Ahe“. Das althochdeutsche Wort „Aha“ bedeutet fließendes Wasser, im lateinischen „aqua“ (Wasser). Die Silbe „ach“ erscheint in vielen Ortsnamen der Region, die alle an kleineren Flüssen liegen, wie z. B. Wolfach, Schiltach, Haßlach, Hausach, Biberach.

## Gewässer
In Aach vereinigen sich Ettenbach, Kübelbach und Stockerbach zur Glatt, die in Neckarhausen in den Neckar mündet.
In Aach wurden die drei Bäche in zwei Weihern aufgestaut, in denen Holzstämme zu Flößen zusammengebunden wurden, die dann zum Neckar und noch weiter transportiert wurden. Der Weiher zwischen der Kirche und dem Weiherweg wurde dazu bis Ende des 19. Jahrhunderts genutzt, der zweite etwas unterhalb des jetzigen Sportplatzes wurde schon früher aufgegeben.
Aach war immer gut mit Trinkwasser versorgt. Heute gibt es noch 8 Brunnen, die Tröge sind teilweise aus Sandstein und teilweise aus gusseisernen vernieteten Platten.

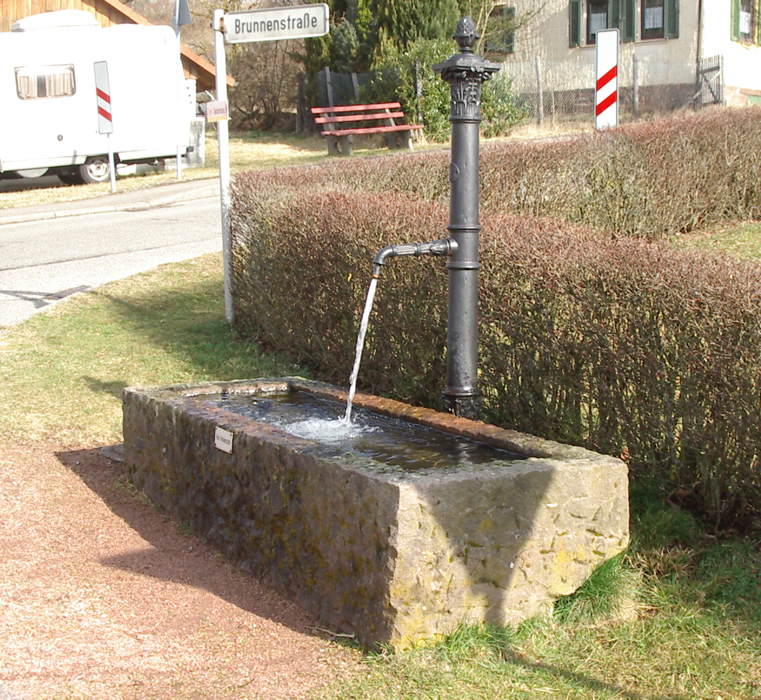
Brunnen in Aach in der Brunnenstraße
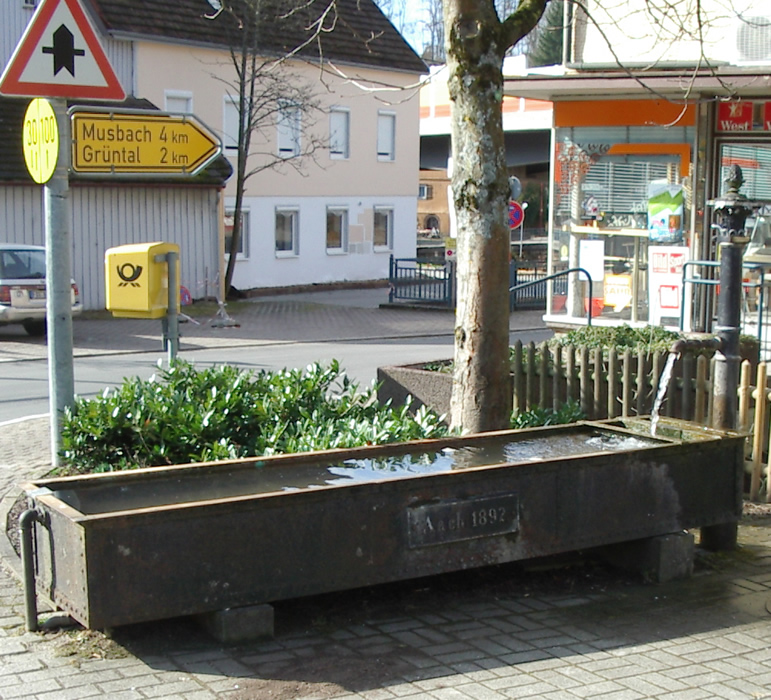
Brunnen in Aach in der Hauptstraße beim Abzweig nach Grüntal, von 1892
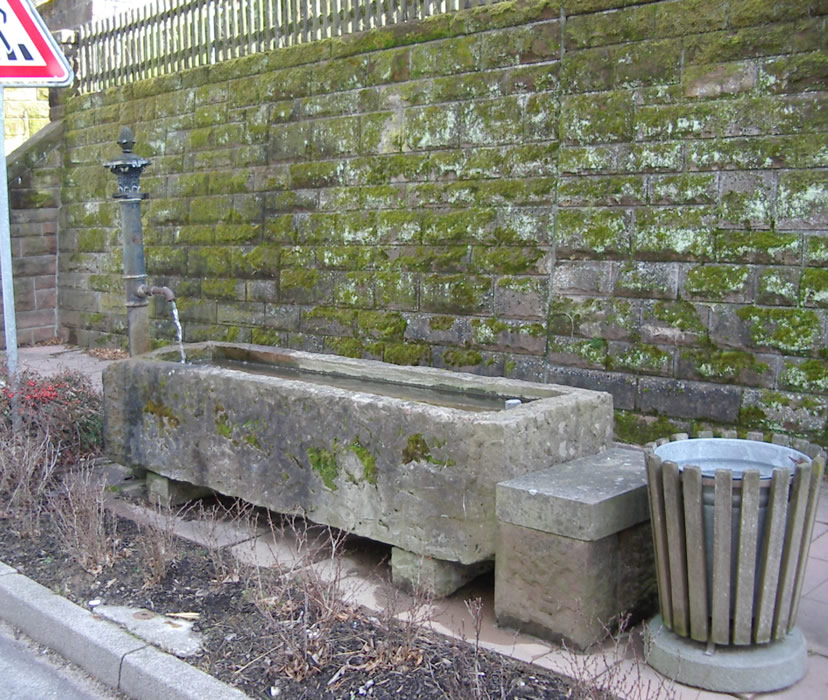
Brunnen in Aach, in der Hauptstraße, schräg gegenüber der Kirche
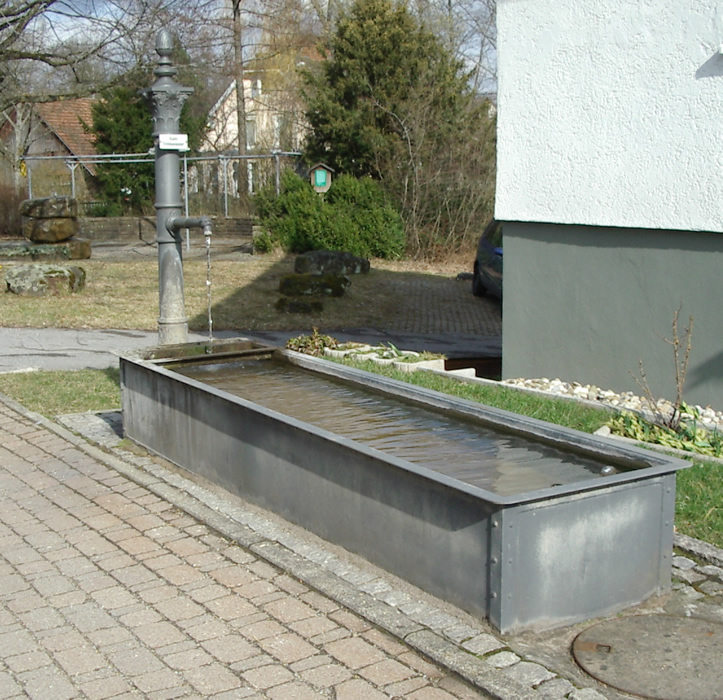
Brunnen in Aach an der Kreuzung
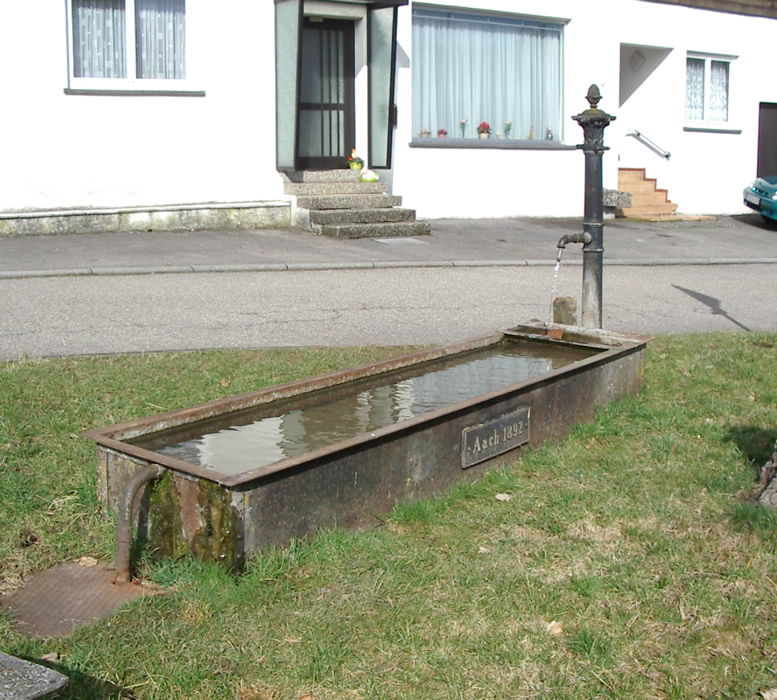
Brunnen in Aach am Ausgang nach Glatten
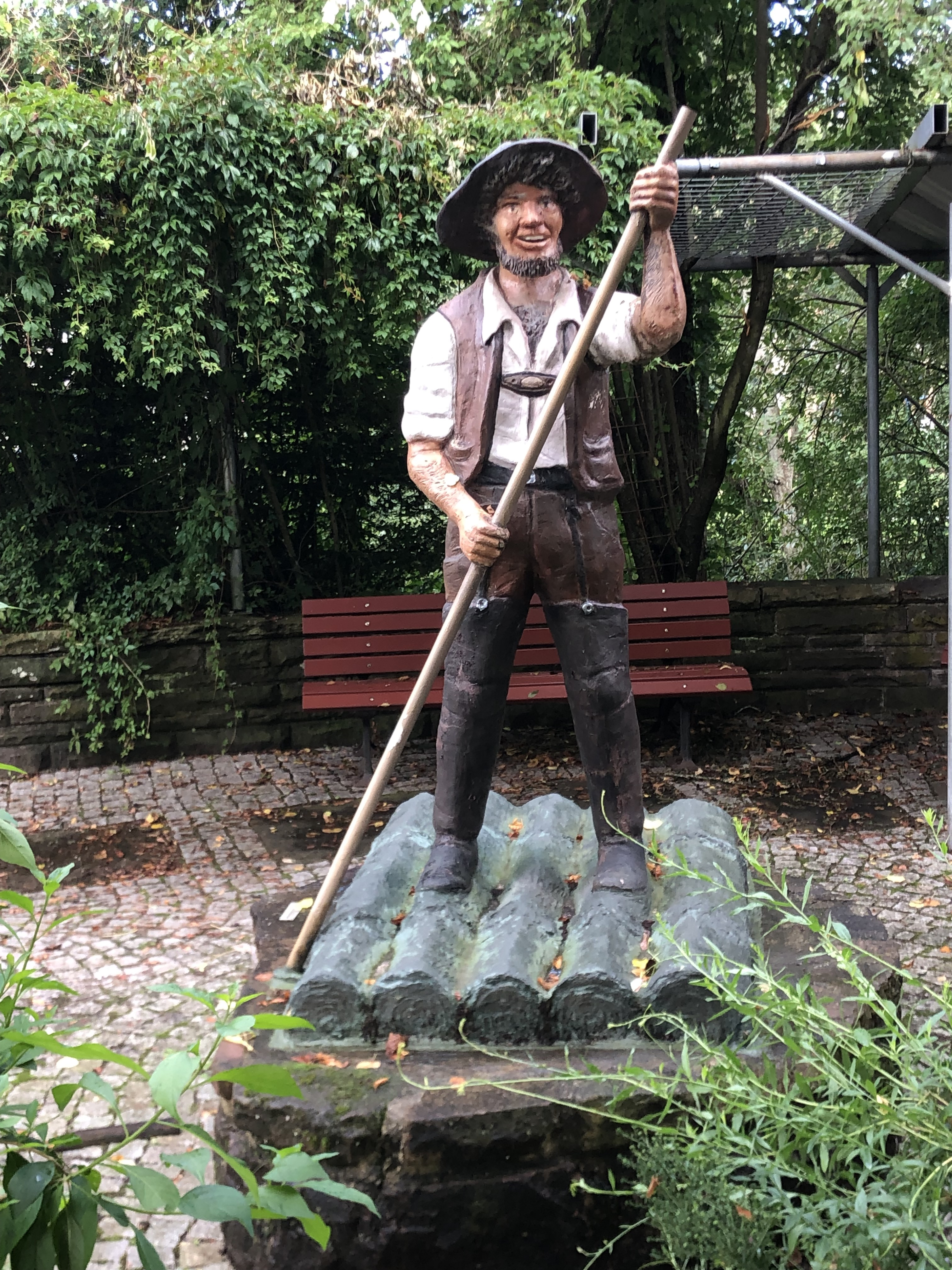
Flöser am Dorfplatz

## Geschichte
In einer Schenkungsurkunde von Kaiser Heinrich II aus dem Jahr 1150 wird Aach dem Hochstift Bamberg geschenkt. Die Bamberger gaben Aach den Herzögen von Zähringen als Lehen, allerdings hatte das Kloster Kniebis ab 1348 ebenfalls Besitzungen in Aach.
Mehrere Jahrhunderte war Aach Sitz des „Waldgedings“, einer Nutzungsgemeinschaft die die Orte Aach, Benzinger Hof, Dietersweiler, Dornstetten, Grüntal, Hallwangen, Untermusbach und Wittlensweiler umfasste. Im heutigen Gasthaus Waldgericht, früher Gasthaus zur Sonne traf man sich mehrmals jährlich zur Klärung aller strittigen Fragen.
Der Neubau der Straße von Freudenstadt Richtung Stuttgart im Jahr 1838 und ebenso die 1879 in Betrieb genommene Bahnlinie Freudenstadt – Stuttgart waren von großer Bedeutung für den Ort, wenn auch die Bahnlinie das Ende der Flößerei über die Glatt bedeutete.
Ob die den Hang nach Dornstetten hinaufführende „Römerstraße“ wirklich von Römern gebaut wurde, muss bezweifelt werden. Allerdings wurden im Jahr 1816 dort 30 römische Bronzemünzen gefunden.
Auf dem Silberberg, östlich des Ortskerns konnten in einem Tagebau geringe Mengen Blei, Kupfer und Schwerspat (Bariumsulfat) gefördert werden, gewinnbringend bis Mitte des 19. Jahrhunderts war aber nur der Abbau von Schwerspat.

### Leben im 19. Jahrhundert
In einem Buch des „Königlichen statistisch-topographischem Bureau“ aus dem Jahr 1858 heißt es u. a.:
„Die Einwohner von Aach sind körperlich kräftige, fleißige und ordnungsliebende Leute, deren Haupterwerbsquellen in Feldbau, Viehzucht, Waldarbeiten, Holzfuhrwerk und Flößerei bestehen. Der größte Güterbesitz beträgt 85 Morgen, der gewöhnliche aber 10 – 15 Morgen. Als größere Gewerbe sind 2 Wirtschaften und 2 Mühlen zu nennen.....
Die Landwirtschaft wird fleißig und umsichtig betrieben; verbesserte Ackergerätschaften sind nur bei Einzelnen im Gebrauch und die Anlagen der Düngerstätten lassen noch zu wünschen übrig. Für den Stalldünger benützt man Nadelstreu und Sägemehl, überdies wird zur Besserung der Felder häufig Hallerde und Asche angewendet. Man baut vorzugsweise Dinkel, Hafer, Kartoffeln, Hanf und Flachs an. Die Erzeugnisse des Feldes reichen nicht für das örtliche Bedürfnis, so dass noch Getreide von Außen zugekauft werden muss. Die Obstzucht ist mittelmäßig und beschränkt sich hauptsächlich auf späte Mostsorten, dagegen hat der resignierte Amtsnotar Walther, der zur Hebung der Landwirtschaft Vieles beiträgt, auch feinere Sorten, wie Goldparmene, verschiedene Reinetten und andere Tafelobstsorten mit gutem Erfolg angepflanzt. Die Viehzucht, welche sich mit Ausnahmen eines Oeconomen, der Simmenthaler Kreuzung züchtet, mit einer gewöhnlichen Landrasse beschäftigt, ist in mittelmäßigen Zustand. Ein Ortsbürger hält 2 Zuchtstiere, wofür ihm die Gemeinde die Nutznießung von 3 Morgen Wiesen und 59 fl jährlich reicht. Der Handel mit Vieh ist nicht unbeträchtlich.“

## Sehenswürdigkeiten

### Grenzpfähle
Die Grenzen des früher selbständigen Ortes zu den Nachbargemeinden Dietersweiler, Wittlensweiler, Grüntal und Dornstetten waren mit gusseisernen Grenzschildern auf rot-schwarz gestreiften Steinpfählen markiert. Nur der Genzpfahl zwischen Aach und Grüntal ist noch im Original erhalten. Die andern wurden wiederhergestellt, allerdings hat man an den Pfählen keine gegossenen Platten mit erhabenen Lettern angebracht, sondern bedruckte Metallplatten.

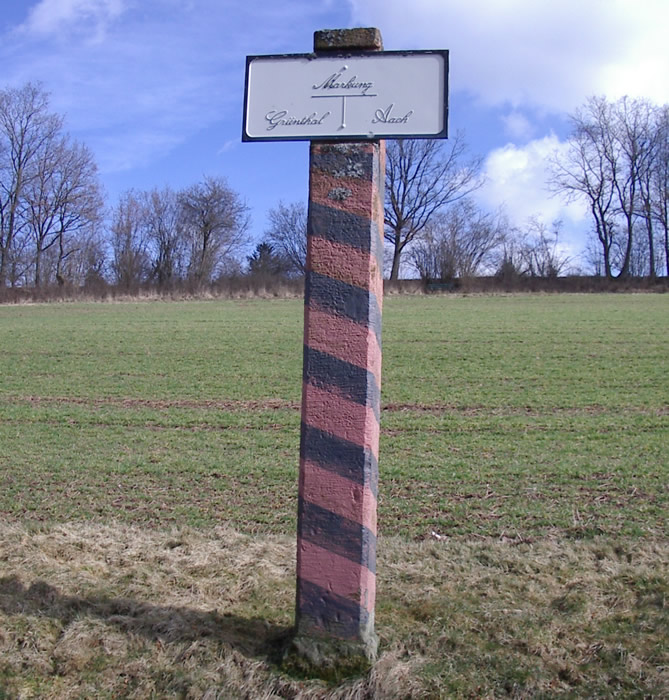
Grenzpfahl Aach - Grüntal
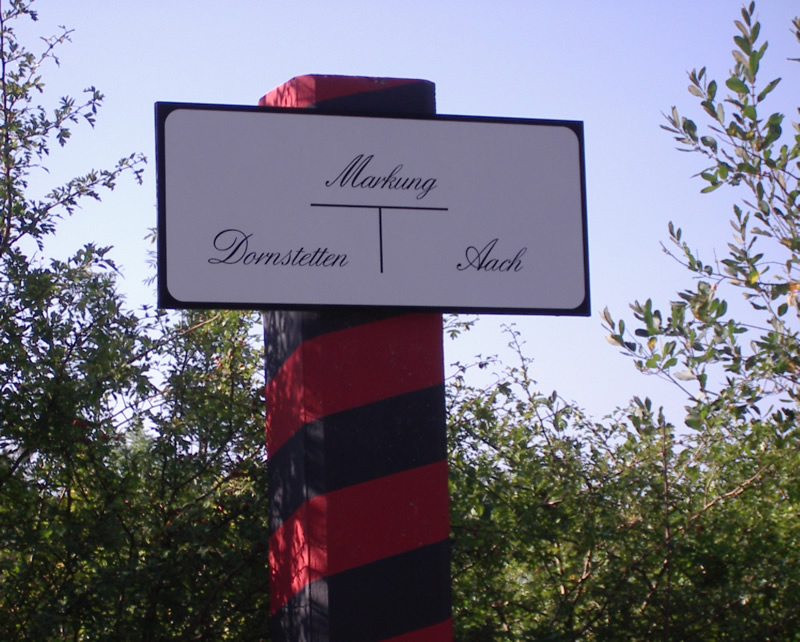
Grenzpfahl Aach - Dornstetten
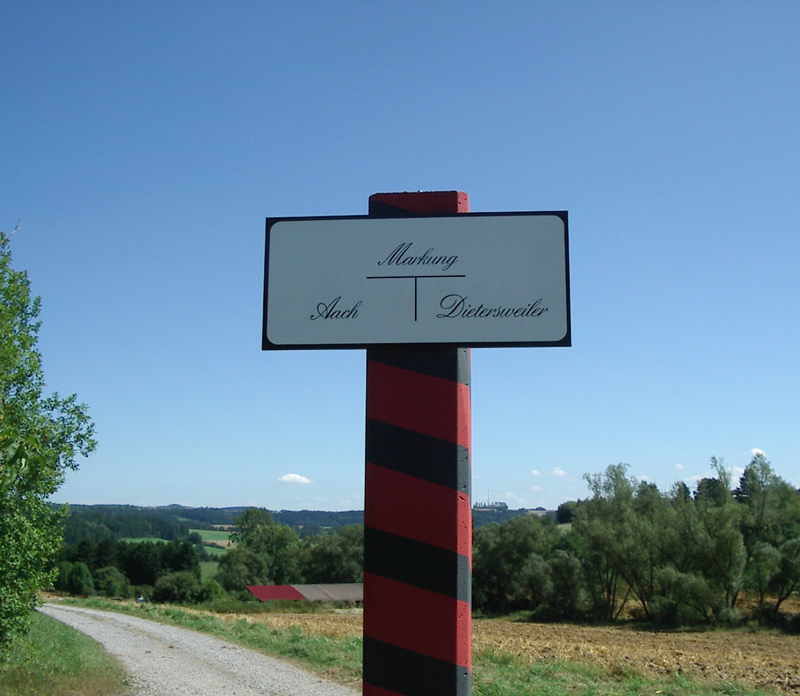
Grenzpfahl Aach - Dietersweiler

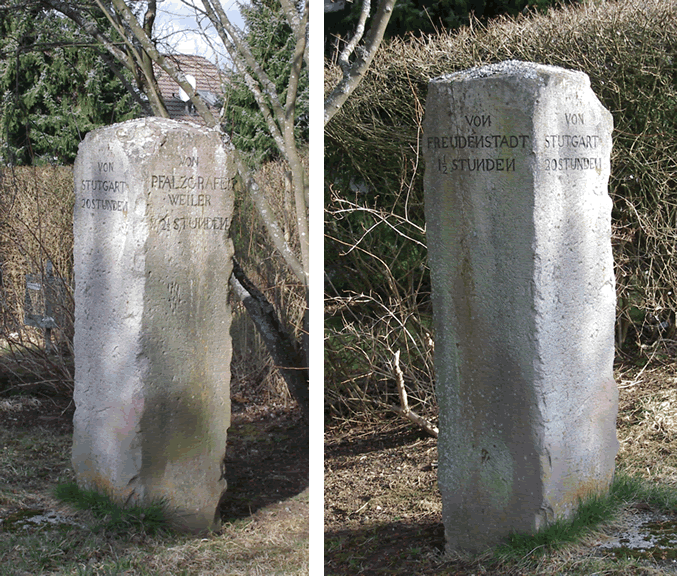
Stundenstein in Aach

### Stundenstein
In der Römerstraße am Nordausgang des Ortes steht ein Stundenstein, der die Entfernungen in Stunden angibt, nach Pfalzgrafenweiler 2 ½ Stunden, nach Stuttgart 20 Stunden und nach Freudenstadt 1½ Stunden.
1 Stunde entsprach einer Strecke von 3725 m.

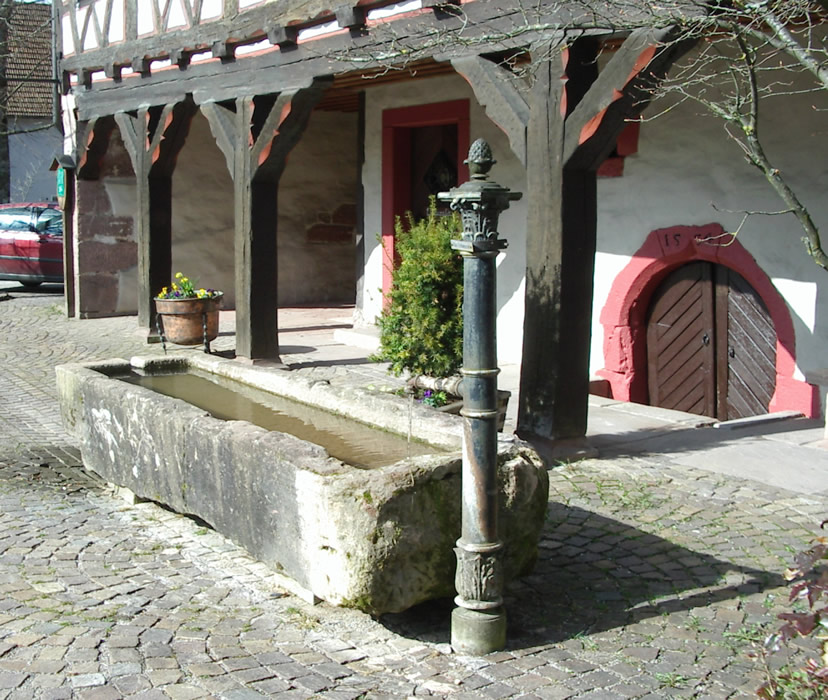
Unteres Stockwerk des „Waldgericht“

### Gasthaus Waldgericht
Das beeindruckende Fachwerkgebäude wurde 1428 als „Gasthaus zur Sonne“ erbaut und 1633 erneuert und vergrößert. Es war früher Amtssitz des Waldgeding.

## Wappen
Das Gemeindewappen zeigt auf weißem Untergrund einen grünen Zweig mit 5 Blättern und davor die rote „Schwurhand“, mit der auf das Gerichtswesen innerhalb des Waldgeding Bezug genommen wird.